# Fernando Díaz Villanueva
Fernando Díaz Villanueva (Madrid, 24 de enero de 1973) es un periodista, escritor, divulgador histórico y conferenciante  español.

## Biografía
Estudió Geografía e Historia en la facultad de Filosofía y Letras de la Universidad Autónoma de Madrid, donde se especializó en Historia Contemporánea. Al término de sus estudios entró como redactor en la agencia Atlas, perteneciente a Mediaset España, donde formó parte del programa de sucesos e investigación Código Rojo, dirigido por Francisco Pérez Abellán como guionista y redactor. En paralelo se integró en el periódico online Libertad Digital, donde desempeñó las labores de jefe de opinión. Posteriormente fue subdirector de Contenidos de Libertad Digital TV. Más adelante fue contratado como director del diario económico Negocios.com y director adjunto del diario La Gaceta. Tras el cierre de la edición de papel del diario La Gaceta en 2014 se trasladó a Ciudad de Guatemala, donde ejerció de director de la Escuela de Cine y Artes Visuales de la Universidad Francisco Marroquín de Guatemala. A su regreso a España se incorporó al equipo del programa "La Jungla 4.0" de José Antonio Abellán, emitido en Radio4G.
En la actualidad y desde el año 2016 presenta y dirige los podcast La ContraCrónica, centrado en noticias de actualidad y de periodicidad diaria y La ContraHistoria, de temática histórica y periodicidad semanal. Ambos programas se distribuyen por las plataformas de Ivoox y YouTube. En YouTube ha ido estrenando distintos formatos como La ContraVentana, La ContraCrítica o el videoblog A la Contra. Desde 2021 retransmite directos semanales en la plataforma Twitch. En 2020 y 2021 recibió el Premio de la Audiencia al mejor programa del año de la plataforma iVoox.
En prensa escrita colabora o ha colaborado con La Ilustración Liberal, Liberalismo.org, el Semanario Alba, la revista Xtra, el diario Vozpópuli y la revista Milenio.
En televisión fue durante varios años colaborador regular de varios espacios de Intereconomía TV como "Dando Caña" o "El Gato al agua", de Business TV como "Business Connection", del espacio La Tuerka dirigido por Pablo Iglesias y de Fort Apache, emitido por HispanTV. En Libertad Digital Televisión dirigió y presentó  durante dos temporadas junto a Fabián C. Barrio el espacio "Conectados".

## Libros
Es autor de una quincena de títulos de temática histórica muy centrados en torno a la Historia de España y la Historia del Comunismo.
- Che Guevara (2004)
- Fernando el Católico (2006)
- Isabel la Católica (2007)
- Nosotros, los españoles. De los fenicios a la guerra de Cuba: 3.000 años no es nada (2008)
- Historias con vida propia. Hechos que dieron (o no) un giro a la historia (2011)
- Enziklopedia Perroflauta (2012) (junto con Pablo Molina)
- Treinta siglos no es nada: de Argantonio a Adolfo Suárez (2012)
- Historia criminal del comunismo (2013)
- Para habernos matado. Grandes batallas de la Historia de España - Primera Parte (2013)
- Para habernos matado. Grandes batallas de la Historia de España - Segunda Parte (2013)
- Sic Semper Tyrannis: Magnicidios en la historia (2014)
- Un año en la vida de España (2014)
- Vida y mentira de Ernesto ‘Che’ Guevara (2017)
- La Contrahistoria de España (2021)
- Lutero, Calvino y Trento. La Reforma que no fue (2022) (junto con Alberto Garín)
- La Contrahistoria del comunismo (2022)
- Hispanos. Breve historia de los pueblos de habla hispana (2023)
- Contra la Revolución Francesa. Ni libertad, ni igualdad, ni fraternidad (2024) (junto con Alberto Garín)